# Francisco Ricci
Pour les articles homonymes, voir Ricci.
Francisco Ricci (aussi orthographié Rizi, né en 1608 à Madrid et mort en 1685) est un peintre espagnol du Siècle d'Or.

## Biographie
Il est d'une famille de peintres, fils d'Antonio Ricci et frère de Juan Andres Ricci.
C'est un proche des peintres italiens Vincenzo Carducci et Federigo Zuccaro.

## Images

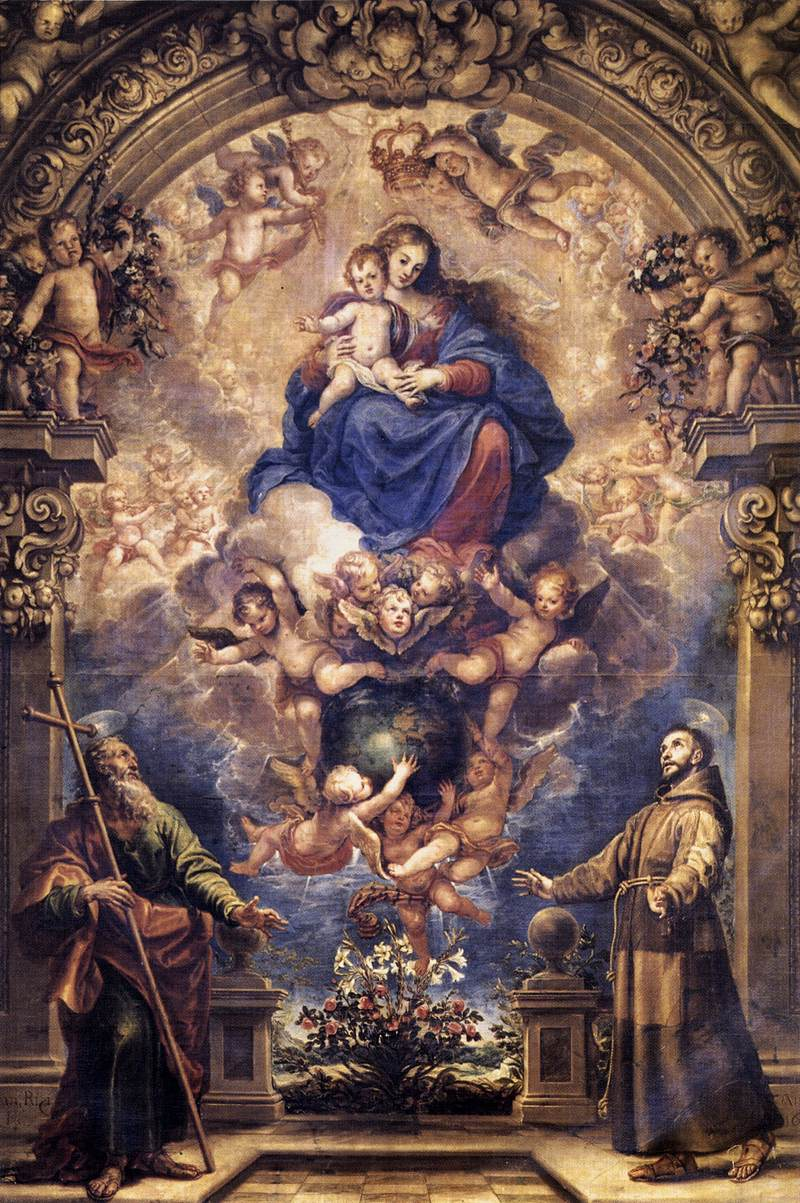
Vierge à l'Enfant avec les saints Philippe et François, église du couvent du Christ d’El Pardo (es).
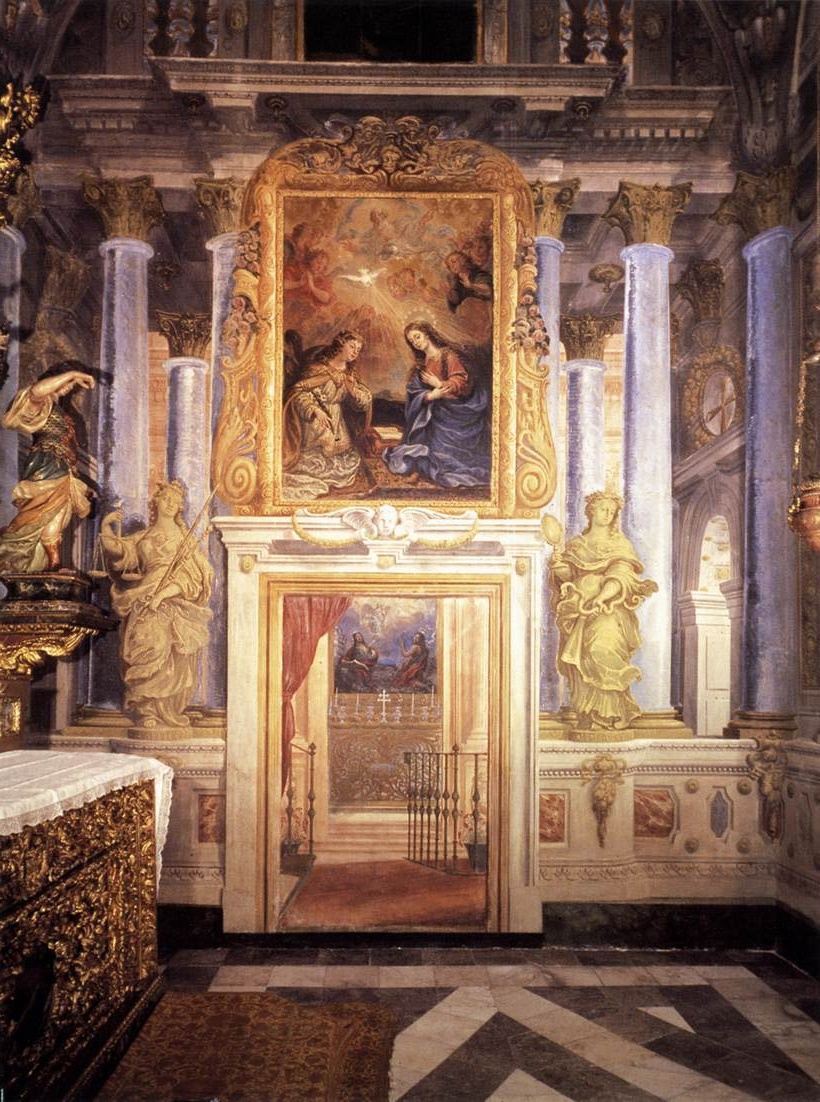
Capilla del Milagro, monastère des Déchaussées royales, Madrid. Peinture murale, réalisée en collaboration avec Dionisio Mantuano.